# Benthall (Northumberland)
Benthall – wieś w Anglii, w hrabstwie Northumberland. Leży 65 km na północ od miasta Newcastle upon Tyne i 460 km na północ od Londynu.